# Hurling
Hurling (irski: Iománaíocht/Iomáint) – momčadski šport iz Irske.
Krovna organizacija hurlinga je Gelski atletski savez. Igra ima prapovijesno porijeklo. Igrao se prije više od 3000 godina, a smatra se najbržim športom, koji se igra na terenu. Ima mnogo zajedničkoga s irskim nogometom: igra se na istom terenu, jednak je broj igrača i oba imaju dio zajedničke terminologije. Inačica hurlinga za žene zove se camogie (camógaíocht). Ima sličnosti s gelskim športom shinty (camanachd), koji se uglavnom igrao u Škotskoj.
U hurlingu igra se drvenom palicom, koja se zove hurley (u Irskoj je camán). Njom se udara lopta, koja se zove sliotar. Kada lopta prođe kroz protivničke vratnice postiže se zgoditak. Udarac preko grede daje 1 bod, a zgoditak ispod grede u mrežu, koju čuva vratar daje 3 boda. Sliotar se može hvatati rukom i nositi najviše četiri koraka. 
Igrač koji želi nositi loptu za više od četiri koraka mora odskočiti ili uravnotežiti loptu na kraju štapa, a lopta se može udariti dva puta, dok je u posjedu jednoga igrača.
Plastična zaštitna kaciga sa zaštitom lica, obvezna je za sve dobne skupine, uključujući i najviši rang natjecanja, od 2010.
U Irskoj je jedan je od najpopularnijih športova. Hurling je popularan i među članovima irske dijaspore u Sjevernoj Americi, Europi, Australiji, Novom Zelandu, Južnoj Africi i Argentini. 